# Yo La Tengo
Yo La Tengo est un groupe de rock indépendant américain, originaire de Hoboken, dans le New Jersey. Il est formé en 1984 par Ira Kaplan et Georgia Hubley. Le style musical du groupe est très varié, passant d'un rock noisy à une pop sophistiquée, de l'expérimental à la country... Yo La Tengo est un des groupes majeurs du label Matador (leurs albums sont d'ailleurs publiés sur ce label depuis 1993).

## Biographie

### Formation et premiers albums (1984-1989)
Yo La Tengo se forme en 1984 à Hoboken, New Jersey, à l'initiative des époux Georgia Hubley et Ira Kaplan. Leur premier concert a lieu le 2 décembre 1984. Le groupe publie son premier single The River Of Water en 1985. La face B est une reprise du titre A House Is Not A Motel du groupe Love. Les reprises deviendront une constante dans le répertoire de Yo La Tengo.
Complété de Dave Schramm à la deuxième guitare et Dave Rick à la basse, le groupe enregistre un premier album avec l'aide de Clint Conley, bassiste de Mission of Burma . Intitulé Ride the Tiger, l'album est publié en 1986 sur Coyote Records. Deux albums suivent sur ce même label : New Wave Hot Dogs en 1987 et President Yo La Tengo en 1989.

### FakebooketMay I Sing With Me(1990-1991)

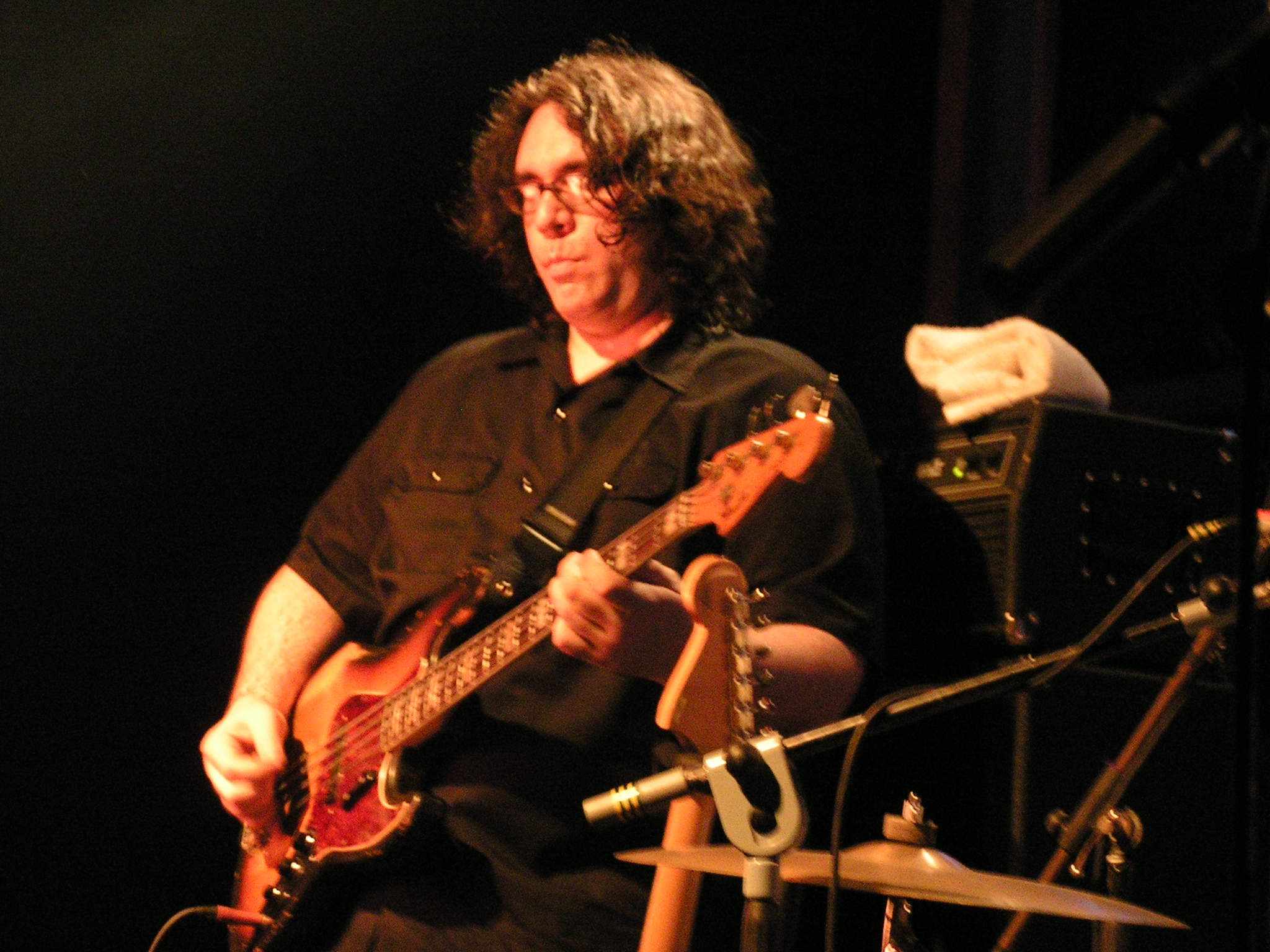
Le bassiste James McNew, ici en 2010.

En 1990, Yo La Tengo publie Fakebook sur le label Bar/None Records. Cet album détonne au sein de la discographie du groupe car il contient une majorité de reprises au style pop-folk acoustique. Kaplan explique : « Au départ, tout est de la faute de Stephan Wichnewski, notre bassiste. Il n’arrêtait pas de faire la navette entre New York et l’Europe. Avec Georgia, il a bien fallu qu’on s’adapte (...). Alors on a appris toutes ces reprises et on les a jouées comme ça, avec juste une guitare acoustique et une voix. C’est comme ça que Fakebook a vu le jour, presque par accident. »
La formation du groupe se stabilise en 1991 avec l'arrivée de James McNew, quatorzième bassiste à intégrer Yo La Tengo,. McNew participe en partie à l'enregistrement du parfois très électrifié et abrasif May I Sing With Me, album publié en 1992 sur le label Alias Records,,. Deux titres de cet album figurent dans la bande son du film Simple Men du réalisateur Hal Hartley.

### Matador Records et années 1990
Yo La Tengo signe sur Matador Records en 1993 et publie son sixième album intitulé Painful,. Ce dernier marque un grand pas en avant pour le groupe qui s’impose comme une des figures majeures du rock indépendant américain des années 1990. C’est d’ailleurs cet album que le groupe choisit de rééditer en 2014 pour célébrer ses trente ans de carrière. Selon Kaplan, Painful marque le véritable départ de Yo La Tengo et caractérise le son du groupe, à savoir « le contraste et l’équilibre entre des morceaux très électriques et saturés et des ballades plus calmes et douces ». L’album marque également le début d’une collaboration à long terme avec le producteur Roger Moutenot.
Electr-O-Pura suit en 1995, album enregistré en trois semaines à Nashville, dans le Tennessee. Particulièrement apprécié pour sa montée en intensité progressive et ses couches instrumentales riches, son morceau de clôture long de 9 min, Blue Line Swinger, devient un favori des fans et un classique des concerts de Yo La Tengo,.
En 1996, le label Matador publie la double compilation de raretés Genius + Love = Yo La Tengo. La même année, le groupe interprète le rôle du Velvet Underground dans le film I Shot Andy Warhol. Publié en 1997, le très varié I Can Hear the Heart Beating as One est souvent considéré comme l’album le plus abouti de Yo La Tengo. Le magazine Pitchfork l’a notamment classé 25e des 100 meilleurs albums des années 1990. En 1998, le groupe publie l'album Strange But True en collaboration avec Jad Fair d'Half Japanese. L'album rassemble vingt-deux improvisations très brèves, inspirées par les titres des tabloïds.

### Années 2000

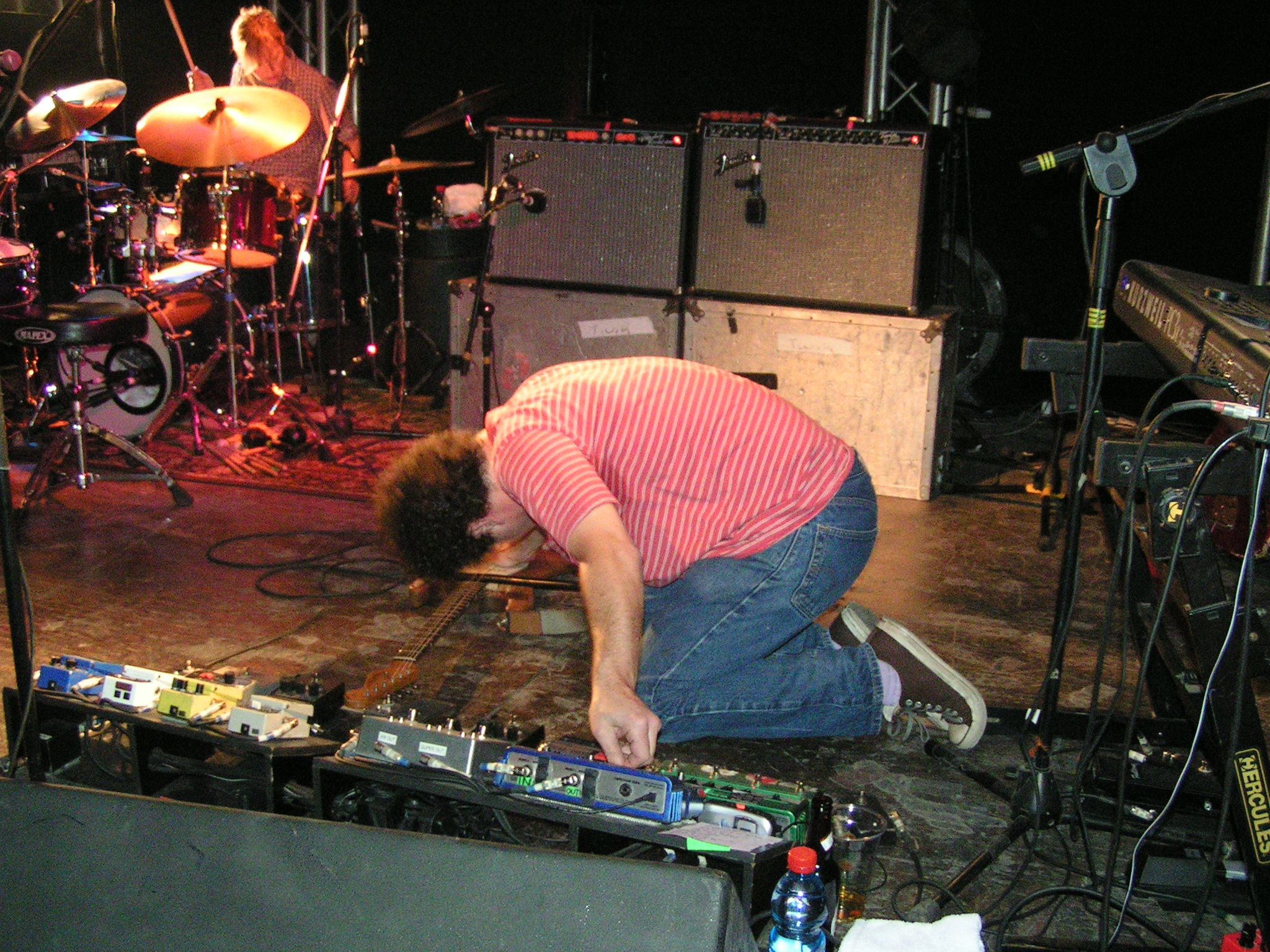
Ira Kaplan sur scène en 2010. Les parties bruitistes et expérimentales sont une constante dans la musique de Yo La Tengo.

Le début des années 2000 voit Yo La Tengo publier deux albums très calmes et introspectifs : And Then Nothing Turned Itself Inside-Out en 2000 et Summer Sun en 2003,. Le nouveau local de répétition du groupe a un impact direct sur ses compositions : « Dans cette salle, toutes les chansons bruyantes résonnaient de manière complètement merdique alors que dès que nous baissions d’intensité, cela devenait super. »
Une compilation best of de quarante-deux titres, intitulée Prisoners Of Love, est publiée en 2005. Les deux albums qui suivent (I Am Not Afraid of You and I Will Beat Your Ass en 2006, Popular Songs en 2009) marquent un retour à un rock plus frontal. Le titre Pass the Hatchet, I Think I'm Goodkind et sa ligne de basse répétitive est devenu un classique des concerts du groupe, où il atteint parfois les vingt minutes, et fait la part belle aux larsens et expérimentations bruitistes. En 2009, c’est sous le nom de Condo Fucks que Yo La Tengo publie Fuckbook, un album de reprises (The Troggs, Slade, The Kinks, Richard Hell, etc.).
Au cours des années 2000, le groupe s'investit également dans la musique de film. En 2002, The Sounds of the Sounds of Science illustre une série de courts métrages du réalisateur français Jean Painlevé. En 2008, la compilation They Shoot, We Score rassemble les bandes originales des films Old Joy, Junebug, Shortbus et Game 6. En 2009, ils signent la musique du film Adventureland : Un job d'été à éviter.

### Années 2010
En 2013, Yo La Tengo publie son treizième album, Fade, produit par John McEntire du groupe Tortoise. Il obtient un très bon accueil critique, avec un score moyen de 82/100, sur la base de 45 critiques collectées, sur le site agrégateur de critiques Metacritic. En 2014, Yo La Tengo fête ses 30 ans de carrière avec une réédition de l'album Painful, agrémentée d'un disque d'inédits et de titres rares.
En août 2015 paraît Stuff Like That There, album qui reprend le concept de Fakebook en mêlant reprises (Hank Williams, The Parliaments, The Lovin' Spoonful, The Cure...), relectures d'anciens titres et nouvelles compositions. Le guitariste originel Dave Schramm participe à l'enregistrement et à la tournée qui suit.
Leur 15e album, nommé There's a Riot Going On en hommage au 5e album de Sly and the Family Stone, est publié le 16 mars 2018. L'album est notamment considéré comme « calme et posé » par Pitchfork et comme « leur album d'ambient le plus calme à ce jour » par Drowned in Sound.

### Années 2020
Le 17 juillet 2020, ils publient We Have Amnesia Sometimes, un EP de cinq longues improvisations instrumentales d'ambient enregistrées en 10 jours en avril, durant le pic du COVID-19 dans leur région,. Suit un EP nommé Sleepless Night le 9 octobre 2020,. Celui-ci comprend notamment une reprise du titre It Takes a Lot to Laugh, It Takes a Train to Cry de Bob Dylan.
Le 10 février 2023, ils publient leur seizième album studio, nommé This Stupid World. Comme le précédent, il est enregistré dans leur studio de répétition, avec McNew à l'ingénierie sonore et à la basse. Le groupe assure également le mixage lui-même, ce qui en fait son premier album enregistré sans contribution extérieure.

## Discographie

### EP et singles
- The River of Water/A House Is Not A Motel (Egon Records, 1985)
- The Asparagus Song/For the Turnstiles (Coyote Records, 1987)
- That Is Yo La Tengo (City Slang, 1991)
- Upside Down (Alias, 1992)
- Shaker (Matador, 1993)
- From A Motel 6 (Matador, 1994)
- Tom Courtenay (Matador, 1995)
- Camp Yo La Tengo (Matador, 1995)
- Autumn Sweater (Matador, 1997)
- Blue-Green Arrow (Earworm, 1997)
- Little Honda (Matador, 1997)
- Rocket #9 (Planet, 1997)
- Sugarcube (Matador, 1997)
- You Can Have It All (Matador, 2000)
- Saturday (Matador, 2000)
- Danelectro (Matador, 2000)
- Nuclear War (Matador, 2002)
- Merry Christmas From Yo La Tengo (Egon, 2002)
- Today is the Day (Matador, 2003)
- Sleepless Night EP (Egon/Matador, 2020)

### Compilations et autres albums
- 1996 : Genius + Love = Yo La Tengo (compilation de raretés) - Matador
- 1996 : New Wave Hot Dogs/President Yo La Tengo/The Asparagus Song (compilation d'albums) - Matador
- 1998 : Strange But True (album avec Jad Fair) - Matador
- 2002 : The Sounds of the Sounds of Science (bande originale) - Egon
- 2004 : Prisoners of Love: A Smattering of Scintillating Senescent Songs: 1985-2003 (compilation best-of) - Matador
- 2004 : V.O.T.E. (album avec Chris Stamey) - Yep Roc Records
- 2006 : Yo La Tengo Is Murdering the Classics (compilation de titres enregistrés pour 8 marathons radio WFMU) - Egon
- 2008 : They Shoot, We Score - collection de bande originale de 4 films : Old Joy (2006), Junebug (2005), Game 6 (2005) et Shortbus (2006)
- 2009 : Adventureland (bande originale du film Adventureland : Un job d'été à éviter) - Matador
- 2009 : Fuckbook (album de reprises sous le nom Condo Fucks) - Matador
- 2016 : Murder In The Second Degree (compilation de titres enregistrés pour des marathons radio WFMU) - Egon